# Leichtathletik-Europameisterschaften 2014/Medaillenspiegel
Dies ist der vollständige Medaillenspiegel der Leichtathletik-Europameisterschaften 2014, welche vom 12. bis zum 17. August 2014 im schweizerischen Zürich stattfanden. Bei identischer Medaillenbilanz sind die Länder auf dem gleichen Rang geführt und alphabetisch geordnet.
| Medaillenspiegel | Medaillenspiegel | Medaillenspiegel | Medaillenspiegel | Medaillenspiegel | Medaillenspiegel |
| Platz            | Land             | Gold             | Silber           | Bronze           | Gesamt           |
| ---------------- | ---------------- | ---------------- | ---------------- | ---------------- | ---------------- |
| 1                | Großbritannien   | 12               | 5                | 6                | 23               |
| 2                | Frankreich       | 9                | 8                | 6                | 23               |
| 3                | Deutschland      | 4                | 1                | 3                | 8                |
| 4                | Russland         | 3                | 6                | 12               | 21               |
| 5                | Niederlande      | 3                | 2                | 1                | 6                |
| 6                | Polen            | 2                | 5                | 5                | 12               |
| 7                | Ukraine          | 2                | 5                | 2                | 9                |
| 8                | Spanien          | 2                | 1                | 3                | 6                |
| 9                | Italien          | 2                | 1                | –                | 3                |
| 10               | Belarus          | 2                | –                | –                | 2                |
| 11               | Schweden         | 1                | 2                | –                | 3                |
| 12               | Tschechien       | 1                | 1                | 2                | 4                |
| 13               | Finnland         | 1                | –                | 1                | 2                |
| 13               | Kroatien         | 1                | –                | 1                | 2                |
| 13               | Ungarn           | 1                | –                | 1                | 2                |
| 16               | Schweiz          | 1                | –                | –                | 1                |
| 17               | Estland          | –                | 2                | –                | 2                |
| 17               | Griechenland     | –                | 2                | –                | 2                |
| 17               | Serbien          | –                | 2                | –                | 2                |
| 17               | Slowakei         | –                | 2                | –                | 2                |
| 21               | Aserbaidschan    | –                | 1                | –                | 1                |
| 21               | Norwegen         | –                | 1                | –                | 1                |
| 23               | Belgien          | –                | –                | 1                | 1                |
| 23               | Irland           | –                | –                | 1                | 1                |
| 23               | Israel           | –                | –                | 1                | 1                |
| 23               | Portugal         | –                | –                | 1                | 1                |
| 23               | Türkei           | –                | –                | 1                | 1                |
| Gesamt           | Gesamt           | 47               | 47               | 48               | 142              |